# رنا رسلان
رنا رسلان (بالعبرية: רנא רסלאן‏) هي ملكة جمال إسرائيل سنة 1999 وهي من عرب إسرائيل. ولدت في 17 مارس 1977.